# Rehnān
Rehnān (persiska: رهنان) är en ort i Iran.   Den ligger i provinsen Esfahan, i den centrala delen av landet, 300 km söder om huvudstaden Teheran. Rehnān ligger 1 583 meter över havet och antalet invånare är 49 143.
Terrängen runt Rehnān är platt österut, men västerut är den kuperad. Terrängen runt Rehnān sluttar österut.Runt Rehnān är det ganska tätbefolkat, med 144 invånare per kvadratkilometer. Närmaste större samhälle är Esfahan, 7,6 km sydost om Rehnān. Runt Rehnān är det i huvudsak tätbebyggt.